# Lukostřelba na Letních olympijských hrách 2024
Lukostřelba na Letních olympijských hrách 2024 v Paříži se konala od 25. července do 4. srpna v prostorách Esplanade des Invalides před Invalidovnou. Soutěžilo se stejně jako na předchozích hrách v pěti kategoriích a to jednotlivci (muži a ženy), týmy (muži a ženy) a smíšené dvojice.

## Přehled medailí

### Medailisté

#### Muži
| Kategorie   | Zlato                                                | Stříbro                                                                   | Bronz                                                          |
| ----------- | ---------------------------------------------------- | ------------------------------------------------------------------------- | -------------------------------------------------------------- |
| Jednotlivci | Kim U-čin · Jižní Korea (KOR)                        | Brady Ellison · Spojené státy americké (USA)                              | I U-sok · Jižní Korea (KOR)                                    |
| Družstva    | Jižní Korea (KOR) · Kim Če-tok · Kim U-čin · I U-sok | Francie (FRA) · Baptiste Addis · Thomas Chirault · Jean-Charles Valladont | Turecko (TUR) · Mete Gazoz · Berkim Tümer · Abdullah Yıldırmış |

#### Ženy
| Kategorie     | Zlato                                                        | Stříbro                                                | Bronz                                                                        |
| ------------- | ------------------------------------------------------------ | ------------------------------------------------------ | ---------------------------------------------------------------------------- |
| Jednotlivkyně | Lim Si-hjon · Jižní Korea (KOR)                              | Nam So-hjon · Jižní Korea (KOR)                        | Lisa Barbelinová · Francie (FRA)                                             |
| Družstva      | Jižní Korea (KOR) · Čon Hon-jong · Lim Si-hjon · Nam So-hjon | Čína (CHN) · An Čchi-süan · Li Ťia-man · Jang Siao-lej | Mexiko (MEX) · Ángela Ruizová · Alejandra Valenciaová · Ana Paula Vázquezová |

#### Smíšené disciplíny
| Kategorie       | Zlato                                       | Stříbro                                             | Bronz                                                            |
| --------------- | ------------------------------------------- | --------------------------------------------------- | ---------------------------------------------------------------- |
| Smíšené dvojice | Jižní Korea (KOR) · Lim Si-hjon · Kim U-čin | Německo (GER) · Florian Unruh · Michelle Kroppenová | Spojené státy americké (USA) · Brady Ellison · Casey Kaufholdová |

### Přehled medailí
| Pořadí | Země                   | Zlato | Stříbro | Bronz | Celkově |
| ------ | ---------------------- | ----- | ------- | ----- | ------- |
| 1.     | Jižní Korea            | 5     | 1       | 1     | 7       |
| 2.     | Francie                | 0     | 1       | 1     | 2       |
| 2.     | Spojené státy americké | 0     | 1       | 1     | 2       |
| 4.     | Čína                   | 0     | 1       | 0     | 1       |
| 4.     | Německo                | 0     | 1       | 0     | 1       |
| 6.     | Mexiko                 | 0     | 0       | 1     | 1       |
| 6.     | Turecko                | 0     | 0       | 1     | 1       |
| celkem | celkem                 | 5     | 5       | 5     | 15      |